# Johannes Heiken
Johannes Heiken (* 13. August 2000 in Wilhelmshaven) ist ein deutscher Basketballspieler.

## Werdegang
Nach seinen Basketball-Anfängen beim TuS Zetel spielte Heiken bei der TSG Westerstede, 2016 wechselte er in den Nachwuchs der Eisbären Bremerhaven, für die er in der JBBL und NBBL antrat. Der Linkshänder ging 2018 in die Jugend des Bundesligisten EWE Baskets Oldenburg, kam 2018/19 in der NBBL sowie im Männerbereich beim Regionalligisten TSG Westerstede zum Einsatz.
Mitte Dezember 2019 kehrte er nach Bremerhaven zurück, wurde Mitglied der Zweitligamannschaft der Eisbären und erhielt die Möglichkeit, weitere Einsatzzeit bei der BSG Bremerhaven in der 2. Regionalliga zu sammeln. Sein erstes Spiel in der 2. Bundesliga ProA bestritt Heiken kurz vor Weihnachten 2019. In den Farben der BSG Bremerhaven war Heiken im Spieljahr 2021/22 mit 23 Punkten je Begegnung der Spieler mit dem vierthöchsten Durchschnitt der 2. Regionalliga Nord-West. Im November 2022 erlitt er einen Kreuzband- und Meniskusriss. Die Verletzung zog eine monatelange Pause nach sich.
Zur Saison 2023/24 wechselte Heiken zum TuS 1859 Hamm in die 1. Regionalliga West. 2024 ging er zum Drittliga-Aufsteiger TSV Neustadt am Rübenberge.